# Mali Iđoš
Mali Iđoš (srbskou cyrilicí Мали Иђош, maďarsky Kishegyes) je město a správní středisko stejnojmenné opštiny v Srbsku v Severobačském okruhu. Leží ve Vojvodině, u břehu řeky Krivaje, asi 39 km jižně od města Subotica. V roce 2011 žilo v Malém Iđoši 4 830 obyvatel. Kromě Malého Iđoše připadají k opštině i vesnice Feketić a Lovćenac. Více než polovinu obyvatel tvoří Maďaři, dalšími početnými národnostmi jsou Srbové a Černohorci.
Nedaleko Malého Iđoše prochází dálnice A1. Sousedními městy jsou Bačka Topola, Crvenka, Kula, Srbobran a Vrbas.

## Historie
Název Kishegyes byl poprvé zmíněn v historických dokumentech v roce 1476, aniž by byl uveden županát, když byly sečteny statky rodu Maróthi v oblasti řeky Tisy. Dne 16. února 1462 daroval Matyáš Korvín osady uvedené v dokumentu své matce Erzsébet Szilágyi. Ničení vesnice začalo v roce 1514. Povstání Jiřího Dóžy způsobilo nejen materiální škody, demolice a odvoz dobytka, ale i obrovské ztráty na životech. Následovala porážka u Moháče. Po bitvě se vítězný generál sultána Sulejmana Nádherného stáhl mezi Dunaj a Tisu. Institucionální turecká nadvláda začala po pádu Budína v roce 1541. Vesnice byla v 16. století zcela zničena během turecké okupace. Pozdější turecké daňové záznamy zmiňují Kishegyes v nahiji Szabadka s 18 domy podléhajícími dani v letech 1580–82 a 1590–91 a 17 domy v Nagyhegyesi v roce 1580 a 23 domy v roce 1590. V roce 1652 obyvatelé Hegyes platili daně Františku Wesselényimu. V roce 1769 bylo místo znovu osídleno 81 římskokatolickými maďarskými rodinami z Békésszentandrásu.
Během Maďarské revoluce roku 1848 zvítězili maďarští vojáci v bitvě u Hegyes dne 14. července 1849. Oblast je mimořádně vhodná pro zemědělství a vesnice rostla v bohatství i populaci až do 80. let 20. století. V 90. letech byla místní ekonomika zničena a mladí lidé začali emigrovat do Maďarska. Dnes činí míra nezaměstnanosti přibližně 30 procent a Zemědělské družstvo i Obchodní společnost zkrachovaly. Po skončení občanské války v Chorvatsku a Bosně (1995–96) přišli do Mali Iđoše (Kishegyes) srbští uprchlíci. Mezi místními Maďary a srbskými uprchlíky nejsou žádné etnické konflikty.